# Устюгский сельсовет
Устюгский сельсовет - сельское поселение в Емельяновском районе Красноярского края.
Административный центр - село Устюг.

## Население
| 2010 | 2012  | 2013  | 2014  | 2015  | 2016  | 2017  |
| ---- | ----- | ----- | ----- | ----- | ----- | ----- |
| 2453 | ↗2481 | ↗2512 | ↘2496 | ↘2460 | ↘2453 | ↘2402 |

## Состав сельского поселения
В состав сельского поселения входят 7 населённых пунктов:
| № | Населённый пункт | Тип населённого пункта       | Население |
| - | ---------------- | ---------------------------- | --------- |
| 1 | Гляден           | село                         | 167       |
| 2 | Объединение      | деревня                      | 11        |
| 3 | Плоское          | деревня                      | 151       |
| 4 | Погорелка        | деревня                      | 183       |
| 5 | Суханово         | деревня                      | 11        |
| 6 | Таскино          | деревня                      | 908       |
| 7 | Устюг            | село, административный центр | 1022      |

## Местное самоуправление
Устюгский сельский Совет депутатов
Дата избрания14.03.2010. Срок полномочий: 5 лет. Количество депутатов: 10
Глава муниципального образования
- Гесс Виктор Карлович. Дата избрания: 14.03.2010. Срок полномочий: 5 лет